# Шопи
Шопи (пол. Szopy, нім. Aschbuden) — село в Польщі, у гміні Ґроново-Ельблонзьке Ельблонзького повіту Вармінсько-Мазурського воєводства.
Населення — 70 осіб (2011).
У 1975-1998 роках село належало до Ельблонзького воєводства.

## Демографія
Демографічна структура станом на 31 березня 2011 року:
|          | Загалом | Допрацездатний вік | Працездатний вік | Постпрацездатний вік |
| -------- | ------- | ------------------ | ---------------- | -------------------- |
| Чоловіки | 33      | 8                  | 22               | 3                    |
| Жінки    | 37      | 10                 | 19               | 8                    |
| Разом    | 70      | 18                 | 41               | 11                   |